# Kuala Kangsar
Huyện Kuala Kangsar là một huyện thuộc bang Perak của Malaysia. Huyện Kuala Kangsar có dân số thời điểm năm 2010 ước tính khoảng 152590 người.